# Уест Айлънд
Уест Айлънд (на английски: West Island) е главният остров и едноимемен град, който е столицата на австралийската отвъдморска територия Кокосови острови в Индийския океан.
Със своята площ от 6,2 км2 островът е най-големият от архипелага.
Населението на острова наброява 140 души (2016 г.). По-голямата част от населението на островната група обаче, наброяващо близо 600 души към 2009 г., живее в Бантам на по-малкия остров Хоум Айлънд, разположен на североизток от Уест Айлънд.
На остров Уест Айлънд се намират сградите на управлението на архипелага, както и единственото летище на островната група – Летище на Кокосовите острови.